# 1967년 전미 비평가 협회상
제2회 전미 비평가 협회상은 1967년 최고의 영화를 기리기 위해 1968년 1월에 열린 시상식이다. 뉴욕, Algonquin Hotel에서 개최되었다.

## 수상 및 후보

### 작품상
- 페르소나 수상

### 감독상
- 페르소나 - 잉그마르 베르히만 수상

### 여우주연상
- 페르소나 - 비비 앤더슨 수상

### 남우주연상
- 밤의 열기 속으로 - 로드 스테이거 수상

### 여우조연상
- 패밀리 웨이 - Marjorie Rhodes 수상

### 남우조연상
- 우리에게 내일은 없다 - 진 핵크만 수상

### 각본상
- 우리에게 내일은 없다 - 데이비드 뉴먼 수상

### 촬영상
- 밤의 열기 속으로 - 하스켈 웩슬러 수상